# Fetchmail
fetchmail es una aplicación que permite bajar correo electrónico desde un servidor remoto, el cual podrá ser filtrado (este paso no es necesario) y retransmitirlo al sistema local.

## Descripción
fetchmail es una utilidad de software de código abierto para sistemas operativos que cumplan con POSIX. Se usa para recuperar correo electrónico desde servidores de correos remoto que implementen los protocolos POP2, POP3, RPOP, APOP, KPOP y las diferentes variedades de IMAP, ETRN o ODMR, hacia el sistema local del usuario. Además es compatible con los estándares IPv6 e IPsec.  De esta manera el correo puede ser leído desde cualquier cliente de correo electrónico como lo es mutt o incluso directamente del archivo donde se guardan los mensajes de correo electrónico. Este último caso es ideal para su lectura desde un script. También permite la utilización de alias y reglas de filtrado por ejemplo con la aplicación procmail.
Posee muy buena protección contra el sniffing de claves, soportando APOP, KPOP, OPT, Microsoft NTLM. Asimismo soporta autenticación cifrada como MD5. También puede ser configurado para usar túneles con ssh

## Historia
Fetchmail se deriva del programa popclient, desarrollado por Carl Harris.  En 1996 Eric S. Raymond tomó el mando y después de agregarle soporte para IMAP lo renombró a fechtmail. En el 2004, un nuevo equipo de desarrolladores tomaron el control de fetchmail, y presentaron nuevos planes de desarrollo que en algunos casos diferían de las decisiones de diseño hechas por Eric Raymond en versiones anteriores.
Fetchmail tal vez sea muy conocido porque su autor, Eric S. Raymond, lo usó como modelo para discutir sus teorías del desarrollo del código abierto el cual es uno de los tratados más leídos e influyentes de las metodologías de desarrollo de software, La catedral y el bazar.
Aunque algunos programadores, incluyendo Daniel J. Bernstein, el creador de getmail Charles Cazabon y el desarrollador de FreeBSD Terry Lambert, han criticado el diseño de fetchmail, sus numerosos agujeros de seguridad, y que su lanzamiento al modo "mantenimiento" fue demasiado prematuro.

## Configuración
Fetchmail se configura desde el fichero .fetchmailrc. Debido a que este fichero contendrá mucha información altamente confidencial, siempre se recomienda otorgarle permisos de manera exclusiva al dueño. Esto se hace mediante el comando chmod Ejemplo:
```
  chmod 600 ~/.fetchmailrc
```

A continuación mostraremos algunas de las configuraciones posibles dentro del archivo .fetchmailrc. Para ver el resto de las configuraciones diríjase a la página oficial de fetchmail
Para bajar correo de un servidor deberá editar el archivo .fetchmailrc de la siguiente forma. Deberá agregar una línea con los siguientes datos, recuerde que lo que está escrito en minúscula son datos obligatorios y los que está escrito en mayúscula son los datos que usted tendrá que cambiar.
```
poll NOMBRESERVIDOR protocol PROTOCOLO username “NOMBREUSUARIO” password “CLAVEUSUARIO” is “USUARIOLOCAL” here
```

También podrá bajar su correo desde más de un servidor y redirigir el correo a diferentes usuarios locales, para ello se deberá editar el archivo .fetchmailrc de la siguiente forma.
```
poll NOMBRESERVIDOR proto PROTOCOLO:
user “NOMBREUSUARIO”, with password “CLAVEUSUARIO”, is “USUARIOLOCAL” here;
user “NOMBREUSUARIO2”, with password “CLAVEUSUARIO2”;
user “NOMBREUSUARIO3”, with password “CLAVEUSUARIO3”;
poll NOMBRESERVIDOR proto PROTOCOLO:
user “NOMBREUSUARIO5”, with password “CLAVEUSUARIO5”, is “USUARIOLOCAL” here;
```

Si quiere que se baje su correo cada X intervalos de tiempo, tiene dos formas de hacerlo. La primera es hacer que fetchmail se ejecute en modo demonio, esto se hace mediante el parámetro –d seguido de un número que expresa la cantidad de segundos que se esperará para volver a ejecutarlo. Este en un ejemplo, se va a bajar el correo cada 2 minutos:
```
fetchmail –d 120
```

La segunda opción es insertar el comando dentro del crontab. Allí tendrá más posibilidades de configurar la periodicidad en la que quiere bajar su correo.  Para hacer esto tendrá que editar el archivo de configuración con el comando ‘crontab –e’ allí deberá insertar una nueva línea que diga la frecuencia con la que quiere que se ejecute el fetchmail. Si queremos que se ejecute cada 2 minutos, todos los días de la semana, sería así:
```
0-59/2 * * * * fetchmail
```